# Украинская футбольная Премьер-лига
Объединение профессиональных футбольных клубов Украины «Премьер-лига» (укр. Об’єднання професіональних футбольних клубів України «Прем’єр-ліга») — всеукраинская спортивная организация, основанная 15 апреля 2008 года. Занимается организацией турнира Высшей лиги Чемпионата Украины, который с её появлением переименован в Премьер-лигу, молодёжного чемпионата Украины, чемпионата U-19 Украины, Кубка Украины и Суперкубка Украины. Исполнительный директор — Евгений Дикий.

## История
14 ноября 2007 года в столичной гостинице «Киев» на встрече владельцев украинских футбольных клубов было принято решение об организации с сезона 2008/09 Премьер-лиги. Решение было принято единогласно. Была создана рабочая группа, которая начала разрабатывать основные положения Премьер-лиги. В неё вошли владелец «Карпат» Пётр Дыминский, ФК «Харьков» Виталий Данилов и киевского «Арсенала» Вадим Рабинович.
15 апреля 2008 года представители 12-ти из 16-ти футбольных клубов Высшей лиги подписали протокол о создании Премьер-лиги Украины. В собрании не принимали участия представители футбольных клубов «Днепр» (Днепропетровск), «Кривбасс» (Кривой Рог), «Нефтяник-Укрнефть» (Ахтырка) и «Металлист» (Харьков). Представители "Днепра и «Металлиста» заявили, что на собрании присутствовать не собираются, поскольку считают проведение общего собрания Учредителей Объединения профессиональных футбольных клубов Украинская футбольная Премьер-лига преждевременным. Аргументацией подобных действий послужило то, что при создании учредительных документов предложения и замечания «Металлиста» и «Днепра» к представляемым документам не были учтены.
20 июня 2008 года Объединение профессиональных футбольных клубов Украины «Премьер-лига» стало коллективним членом Федерации футбола Украины. В этот же день президент ФФУ Григорий Суркис подписал с и. о. президента Премьер-лиги Виталием Даниловым договор про сотрудничество.
Профессиональная футбольная лига Украины которая раннее занималась организацией высшей лиги, даллее будет организовывать турниры лишь среди команд первой и второй лиг.
В середине лета 2009 года разгорелся конфликт между руководством УПЛ и президентами некоторых футбольных клубов. 6 июля Окружной административный суд города Киева принял решение о ликвидации украинской футбольной Премьер-лиги. Суд удовлетворил иск генерального директора ФК «Днепр» Андрея Стеценко к Государственному регистратору (Печерская райгорадминистрация г. Киева) в связи с тем, что в организационно-правовой форме Премьер-лига не соответствует украинскому законодательству. В своём интервью по поводу решения суда президент УПЛ Виталий Данилов заявил:
«Если говорить о решении суда по Премьер-лиге, это же надо отменить результаты всех соревнований, которые были! И кто тогда будет играть в еврокубках? Что будет с Евро-2012? Стартует ли чемпионат 17 июля — теперь под большим вопросом.
ФФУ должна жестко на это отреагировать.
Если ФФУ не отреагирует — значит, то, о чем в своем интервью говорил господин Ярославский — что надо передать чемпионат комитету профессионального футбола ФФУ, — это все их длинная и хорошо продуманная операция».
В конце 2009 года Апелляционный административный суд отменил решение Окружного административного суда г. Киева о ликвидации Премьер-лиги и отказал в удовлетворении иска генерального директора ФК «Днепр».
С целью урегулирования конфликта, 24 сентября состоялось Общее собрание Участников Премьер-Лиги. На нём присудствовали руководители 11 футбольных клубов, Президент УПЛ Виталий Данилов, Президент ФФУ Григорий Суркис и первый вице-президент ФФУ Александр Бандурко. На этом заседании противоборствующие стороны приняли ряд изменений к статуту УПЛ и назначили новые выборы Президента.
1 декабря 2009 года состоялись внеочередные выборы, на которых вновь победил Виталий Данилов. За него проголосовали 11 из 15 прибывших в Киев президентов клубов высшего дивизиона Украины (отсутствовал представитель ФК Днепр). Его соперниками в борьбе за пост были экс-гендиректор компании «Медиа спорт промоушн» Сергей Харченко и бывший футболист, обладатель «Золотого мяча-1986» Игорь Беланов, который за день до выборов снял свою кандидатуру.
В ней выступают 16 команд.

## Турниры
Под эгидой Премьер-лиги регулярно проводятся следующие турниры:

## Руководство
28 мая 2008 года президенты футбольных клубов выбрали временного руководителя украинской Премьер-лиги. На два месяца и. о. президента новой футбольной структуры, стал президент ФК «Харьков» Виталий Данилов. Выборы постоянного президента были назначены на 15 июля. Но ни 15 июля ни позже 6 марта следующего года новый президент так и не был избран. Таким образом Данилов остался президентом до следующих выборов в мае 2009. Однако выборы состоялись только 1 июля 2009 года. После них, как и после внеочередных выборов 1 декабря 2009 года президентом на постоянной основе остался Виталий Данилов.
Президенты:
- Виталий Данилов — и. о. президента (28 мая 2008 — 1 июля 2009), президент (1 июля 2009 — 29 февраля 2016)
- Владимир Генинсон (29 февраля 2016 — 6 апреля 2018)
- Томас Гримм (с 6 апреля 2018 — 2020)
- Евгений Дикий (с 2020) — исполнительный директор